# Hilfsmittelkatalog
Bei den privaten Krankenversicherungen (PKV) gibt es sogenannte Hilfsmittelkataloge analog zu den Hilfsmittelverzeichnissen der gesetzlichen Krankenversicherungen (GKV). Ein Hilfsmittelkatalog listet sämtliche Hilfsmittel, die eine erfolgreiche Genesung und Krankheitsbehandlung sicherstellen, Vorbeugend vor drohenden gesundheitlichen Einschränkungen oder Behinderungen schützen oder bereits bestehende Behinderungen ausgleichen.
Unterschieden wird bei den Hilfsmittelkatalogen der PKV zwischen offenen und geschlossenen Katalogen. Geschlossene Hilfsmittelkataloge beinhalten eine Liste mit Hilfsmitteln/-kategorien, wogegen offene Hilfsmittelkataloge freie Formulierungen beinhalten. Somit bietet ein offener Hilfsmittelkatalog mehr Freiraum bei der Wahl der Hilfsmittel.

## Hilfsmittel
Beispiele für Hilfsmittel sind Seh- und Hörhilfen, Prothesen, Herzschrittmacher, Blutdruckmessgeräte, Rollstühle sowie orthopädische Hilfsmittel.

## Einschränkungen
Je nach Tarif der PKV können Hilfsmittelkataloge auch Einschränkungen beinhalten. Bei geschlossenen Hilfsmittelkatalogen werden häufig gewisse Bereiche ausgeschlossen – oft betroffen ist hierbei der Bereich der Sehhilfen.
Auch bei offenen Hilfsmittelkatalogen kann es Einschränkungen geben – so beispielsweise im Bezug auf die Kostenhöhe oder die Einschränkung auf "einfache Ausführung".